# Enfermedad de Farber
La enfermedad de Farber (Lipogranulomatosis de Farber) es una rara enfermedad hereditaria de transmisión autosómica recesiva caracterizada por déficit de ceraminidasa y acúmulo de ceramida en los lisosomas de las células. Se incluye dentro de las lipidosis o enfermedades por almacenamiento de lípidos.
Se caracteriza por la tríada de: 
1. Nódulos subcutáneos
2. Artritis
3. Afectación laríngea

Esta enfermedad se puede diagnosticar en el momento del nacimiento o en la primera infancia por el retraso mental, irritabilidad, e inflamaciones eritematosas periarticulares con tendencia a infecciones recurrentes e insuficiencia renal y cardíaca. 
La enfermedad es progresiva y la muerte aparece antes de la adolescencia.